# Культура Брунея
На культуру Брунея сильное влияние имеет малайская культура и исламская религия. Важным фактором является демографический состав, более 2/3 (65 %) населения являются малайцами, а остальную часть составляют китайцы, индийцы, даяки, кадазаны и т. д..

## Язык и религия
Официальным языком является брунейский малайский язык. Официальный статус языка был приобретён 29 сентября 1959 года вслед за подписанием Конституции. Также широко используется английский язык. Он изучается в средней и высшей школах и применяется в деловой сфере. Среди других языков, на которых говорит население Брунея, китайский и хинди.
С 1963 года работает Библиотека Бюро языка и литературы Брунея, объединяющая девять публичных библиотек: Бандар-Сери-Бегавана, Сенгкуронга, Ламбак Канана, Муары, Тутонга, Куала-Белайта, Кампонг Пандана, Сериа, Тембуронга.
Официальной религией в Брунее является ислам, который был принят в XV веке, статус официальной религии получил в 1959 году. 67 % населения исповедуют ислам, 13 % — буддизм, 10 % — христианство, остальные 10 % — другие религии. В 1956 году был принят закон о шариатских судах, которые рассматривают гражданские, семейные и уголовные дела.